# Saint-Michel-de-Fronsac
Saint-Michel-de-Fronsac är en kommun i departementet Gironde i regionen Nouvelle-Aquitaine i sydvästra Frankrike. Kommunen ligger i kantonen Fronsac som tillhör arrondissementet Libourne. År 2022 hade Saint-Michel-de-Fronsac 515 invånare.

## Befolkningsutveckling
Antalet invånare i kommunen Saint-Michel-de-Fronsac
Referens:INSEE